# Towner
Towner és una població dels Estats Units a l'estat de Dakota del Nord. Segons el cens del 2000 tenia 574 habitants.

## Demografia
Segons el cens del 2000, Towner tenia 574 habitants, 295 habitatges, i 158 famílies. La densitat de població era de 267 hab./km².
Dels 295 habitatges en un 18,3% hi vivien nens de menys de 18 anys, en un 44,7% hi vivien parelles casades, en un 6,4% dones solteres, i en un 46,4% no eren unitats familiars. En el 42% dels habitatges hi vivien persones soles el 23,1% de les quals corresponia a persones de 65 anys o més que vivien soles. El nombre mitjà de persones vivint en cada habitatge era d'1,95 i el nombre mitjà de persones que vivien en cada família era de 2,66.
Per edats la població es repartia de la següent manera: un 17,1% tenia menys de 18 anys, un 6,1% entre 18 i 24, un 20,7% entre 25 i 44, un 27,2% de 45 a 60 i un 28,9% 65 anys o més.
L'edat mediana era de 50 anys. Per cada 100 dones de 18 o més anys hi havia 82,4 homes.
La renda mediana per habitatge era de 25.536 $ i la renda mediana per família de 44.375 $. Els homes tenien una renda mediana de 29.500 $ mentre que les dones 17.375 $. La renda per capita de la població era de 19.598 $. Entorn del 3,2% de les famílies i el 10,2% de la població estaven per davall del llindar de pobresa.

## Poblacions més properes
El següent diagrama mostra les poblacions més properes.